# Cetonurus
Cetonurus is een geslacht van straalvinnige vissen uit de familie van rattenstaarten (Macrouridae). Het geslacht is voor het eerst wetenschappelijk beschreven in 1887 door Guenther.

## Soorten
- Cetonurus crassiceps (Günther, 1878)
- Cetonurus globiceps (Vaillant, 1884)